# 新县制
新县制是指为加强对基层政权的控制，1940年至1949年国民政府实施的基层政权建设制度。

## 内容
县为地方自治单位，县政府内设民政、财政、教育、建设、军事、地政、社会等各科。设选举产生的县参议会或指派的“县临时参议会”。县长兼任县国民兵团司令。
区不作为一级行政或自治组织，只是“县府之辅助机关”，其主要任务是“代表政府督导各乡（镇）办理各项行政及自治事务”，只起上传下达，监督辅导地方自治的作用。区设军事、教育两名指导员。
县下为乡（镇）公所，设民政、警卫、经济、文化四股。乡（镇）民代表会。乡镇长兼任中心学校校长、国民兵队长。
乡公所下设保，保办公处设民政、警卫、经济、文化干事。保民大会。保长兼任国民学校校长、保壮丁队长。
保下设甲。甲不设办事处，由甲长执行或开户长会议决定。甲长兼任国民兵班长。
区的划分以15乡（镇）至30乡（镇）为原则，设区长1人，指导员2至5人。乡（镇）的划分以10保为原则，设乡（镇）长1人，副乡（镇）长1至2人。保的编制以10甲为原则，不得少于6甲多于15甲。甲的编制以10户为原则，不得少于6户多于15户，设甲长1人。
新县制主要内容为：
1. 编查户口；
2. 规定地价；
3. 开垦荒地；
4. 实行地方造产；
5. 整理财政；
6. 健全各级行政及自治机构；
7. 训练民众；
8. 开辟省县乡技通及电话网；
9. 设立学校；
10. 推行合作；
11. 办理警卫；
12. 推进卫生；
13. 实行救恤；
14. 厉行新生活，禁绝烟赌，改良网俗，养成良好习惯

## 历史
1938年3月30日至4月2日，召开中國國民黨臨時全國代表大會，通过了《抗战建国纲领》，规定“实行以县为单位，改进并健全民众之自卫组织，施以训练加强其能力，并加速完成地方自治条件，以巩固抗战中之政治的社会的基础，并为宪法实施之准备。” 随即召开的中国国民党五届四中全会蒋介石作了《改进党务与调整党政机构关系》的报告，提出在保甲制度的基础上设计的“县以下党政机构关系草图”，并附以详细的图例解释。草案草图发表后，1938年9月经中国国民党中央执行委员会和最高国防会议决定，成立县政计划委员会，在川、湘、赣、黔、陕五省选定试办县份。1939年1月中国国民党五届五中全会决议“试行新县制之县应予增加”，“新县制应由政府作成条例公布”。1939年6月，蒋介石在国民党中央训练团党政训练班作了“确定县各级组织问题”的讲演。这个讲演，根据他1938年（民国二十七年）提出的“县以下党政机构关系草图”，就党政关系、行政组织、民意机关三个问题详加阐述。他说：“本案之根本精神，在于唤起民众，发动民力，加强地方组织，促进地方自治事业，以奠定革命建国的基础”。国民政府于1939年6月在行政院设立县政计划委员会，由36名委员并聘任177名专家学者为专门委员，起草了《改进县以下地方组织并确立自治基础方案》。经中国国民党中央执行委员会、国防最高委员会反复审核修改，改为《县各级组织纲要》，经蒋介石“最后修正”，于1939年9月19日交行政院颁布。为区别之前的县制，这一新制度就称为“新县制”。1939年10月发布《县各级组织纲要实施办法原则》，饬令各省从1940年3月1日起“同时普遍实行”新县制，要求“三年中一律完成”，要求各级党政部门将此列为抗战期间国内“政治上最重大而最切要之问题”。1939年12月底饬令全国各地“应无分敌后和前方后方，一律遵照施行。战地各县，尤须尽量提前完成”。 
国民政府又进行颁布了一批与保甲制度有关的条例：《各级保甲整编办法》、《警察保甲及国民兵联系办法》、《乡（镇）组织暂行条例》等。国民政府教育部配合新县制出台了《国民教育实施纲要》。国民党中常会第一二四次会议通过并秘密颁布了《县各级党政关系调整办法》，乡镇设党分部，保设党小组，“层层节制、逐级运用”。还有《县各级组织卫生纲要》、《县各级组织合作大纲》。1939年11月中旬，中国国民党五屆六中全会秘密通过了《运用保甲组织防止异党活动办法》等文件。该《办法》配合了“新县制”的推行，其主要宗旨是利用中国农村基层的保甲组织以防止异党（中国共产党）的活动，同时发展本党（中国国民党）基层组织。
三年实施期截至的1942年11月中国国民党五届十中全会时，在19个省的1469县中，有944个县实行了新县制，占64%，调整了1053个县政府，建乡镇公所25069个，保办公处318367个。中国国民党五届十中全会“规定县政中心工作及分期推行地方自治事业之程限”，严令各省县务须在1945年底完成新县制.在内政上“实施新县制”仍为“全国上下之中心工作”。到1944年底，全国1362个县、局（县级管理局）中，1107个实施了新县制，占81.2%，调整区署1266个，建保办公处343823个。
国共内战爆发后，1946年9月行政院27834号训令要求各收复区“尚未实施新县制者”应“立即实施”。